# Fossés de Lakhmu
Lakhmu Fossae
Pour les articles homonymes, voir Lakhmu.
Ne doit pas être confondu avec Fossé de Lakhamu.
Les fossés de Lakhmu (désignation internationale : Lakhmu Fossae) sont un ensemble de fossés de 3 700 km de diamètre situé sur Ganymède. Il a été nommé en référence à Lakhmu, dragon monstrueux akkadien ou dieu force de la nature engendré par Tiamat et Apsû.